# SOR EBN 11
SOR EBN 11 je elektrobus českého výrobce SOR Libchavy, který vznikl jako nástupce modelu EBN 10,5. Zprvu byl vyráběn pod názvem EBN 11,1, což odpovídalo jeho přesné délce v metrech. Řada EBN je vyráběna také v dalších délkových verzích, a to EBN 8 a EBN 9,5.

## Popis
Model EBN 11 konstrukčně vychází z typu EBN 10,5, který byl prvním modelem elektrobusu od společnosti SOR Libchavy. Autobus dostal nový design čela, který se objevil již o rok dříve v roce 2013 u modelu EBN 9,5. Zadní převis autobusu byl prodloužen o 730 mm.
Délka autobusu je 11 100 mm, šířka 2 525 mm a výška 2 920 mm, provozní hmotnost 9 700 až 10 500 kg, má 16 míst k sezení. Autobus je dvoudveřový nebo třídveřový. Je až na schůdky v zadní části v podstatě nízkopodlažní. Má mechanickou plošinu pro nástup vozíčkářů nebo kočárků má jeden bezbariérový prostor pro jejich přepravu. Vozy mají nové řešení oken a reklamních ploch na okny a nově sendvičový strop. Osvětlení je řešeno LED technologií. Klimatizace je pouze v prostoru u řidiče. Vozidlo má i možnost přitopit naftou. Baterie jsou umístěny v zadní části stejně jako u předchozích typů elektrobusů SOR. Příslušenstvím při předváděcí jízdě byla dobíječka, které se dá zapojit do běžné zásuvky na 230/400 V. Má rotační elektrický motor o maximálním výkonu 180 kW a minimálním 120 kW, na jedno nabití ujede 140 až 160 kilometrů v závislosti na profilu cesty. Akubaterie se 180 lithium-iontovými články mají celkovou kapacitu 172 kWh. Dodavatelem elektrické výzbroje je společnost Electric Components a.s. (dříve Cegelec a.s.).
V roce 2015 byl vyroben prototyp elektrobusu SOR EBN 11 s dvoupólovým pantografem, sloužícím k rychlonabíjení baterie z tramvajové trolejové sítě na konečné zastávce. Nabití zcela vybité baterie trvá přibližně jednu hodinu. Poprvé byl nasazen 1. září 2015 v Praze, kde byl následně provozován do roku 2017 a poté v letech 2019 až 2021.
Autobusy EBN 11 byly nasazeny také v Hradci Králové, Přerově, Písku, Bílině, Bratislavě, Košicích či Polkowicích.

## Galerie

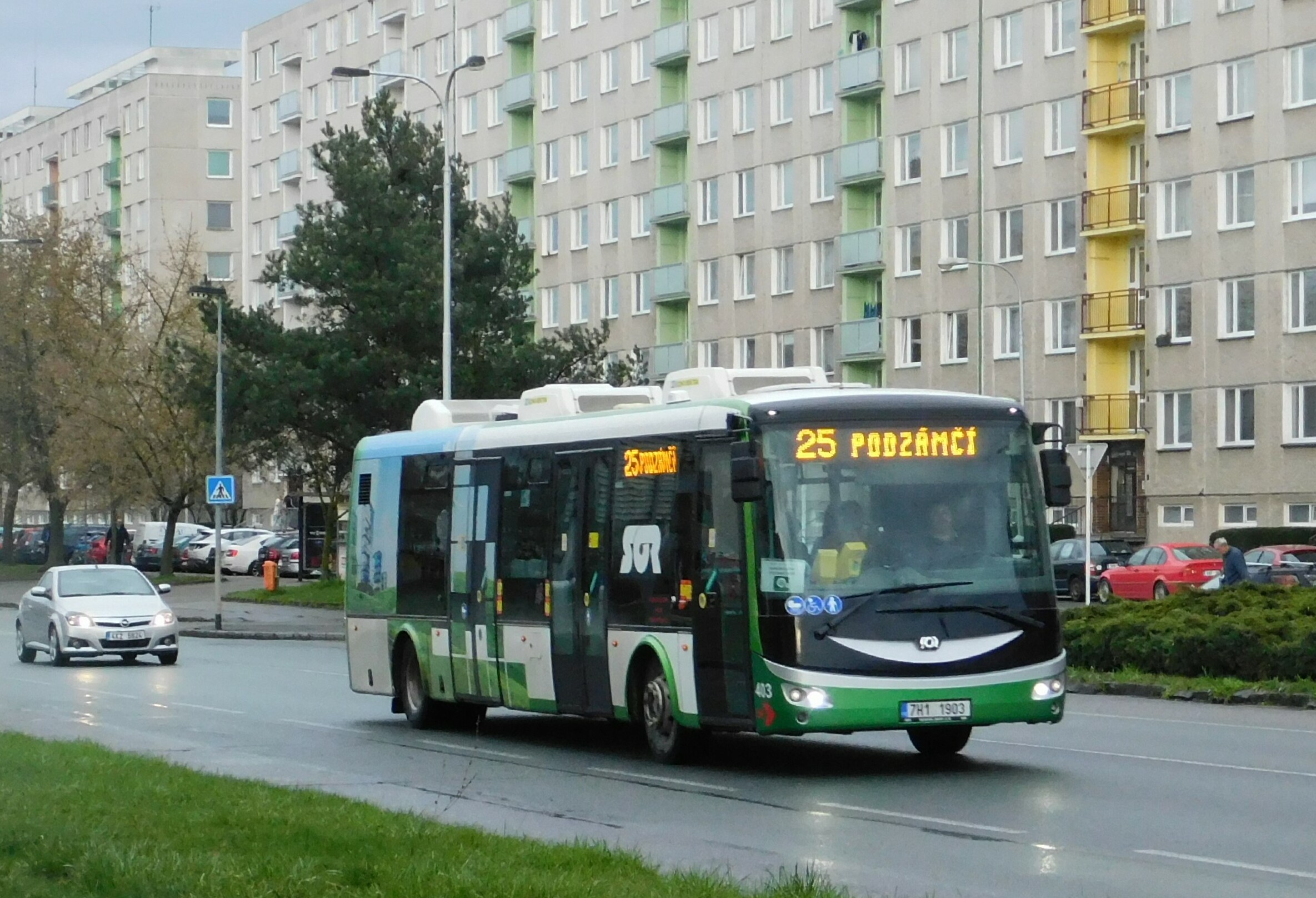
SOR EBN 11 v Hradci Králové
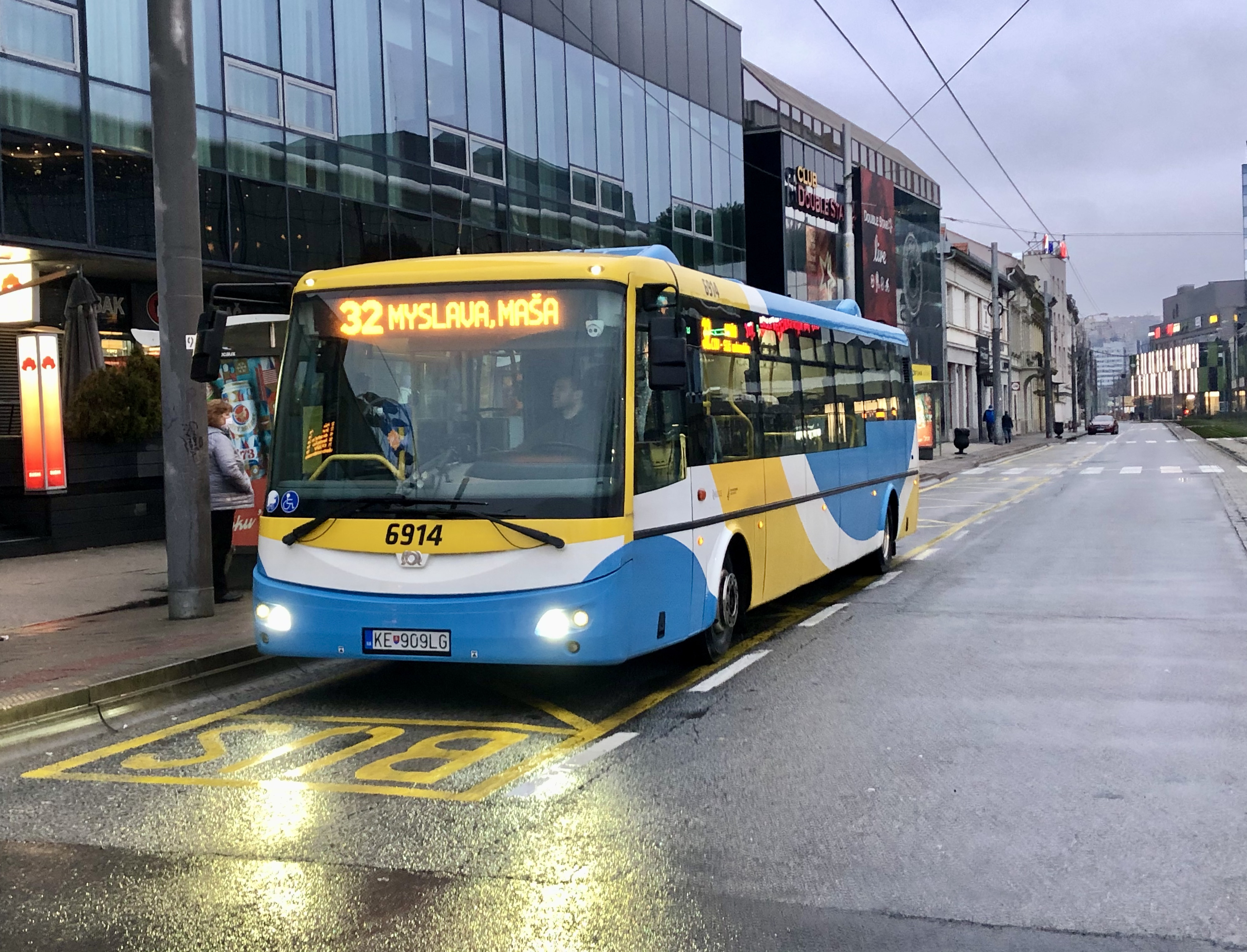
SOR EBN 11 v Košicích
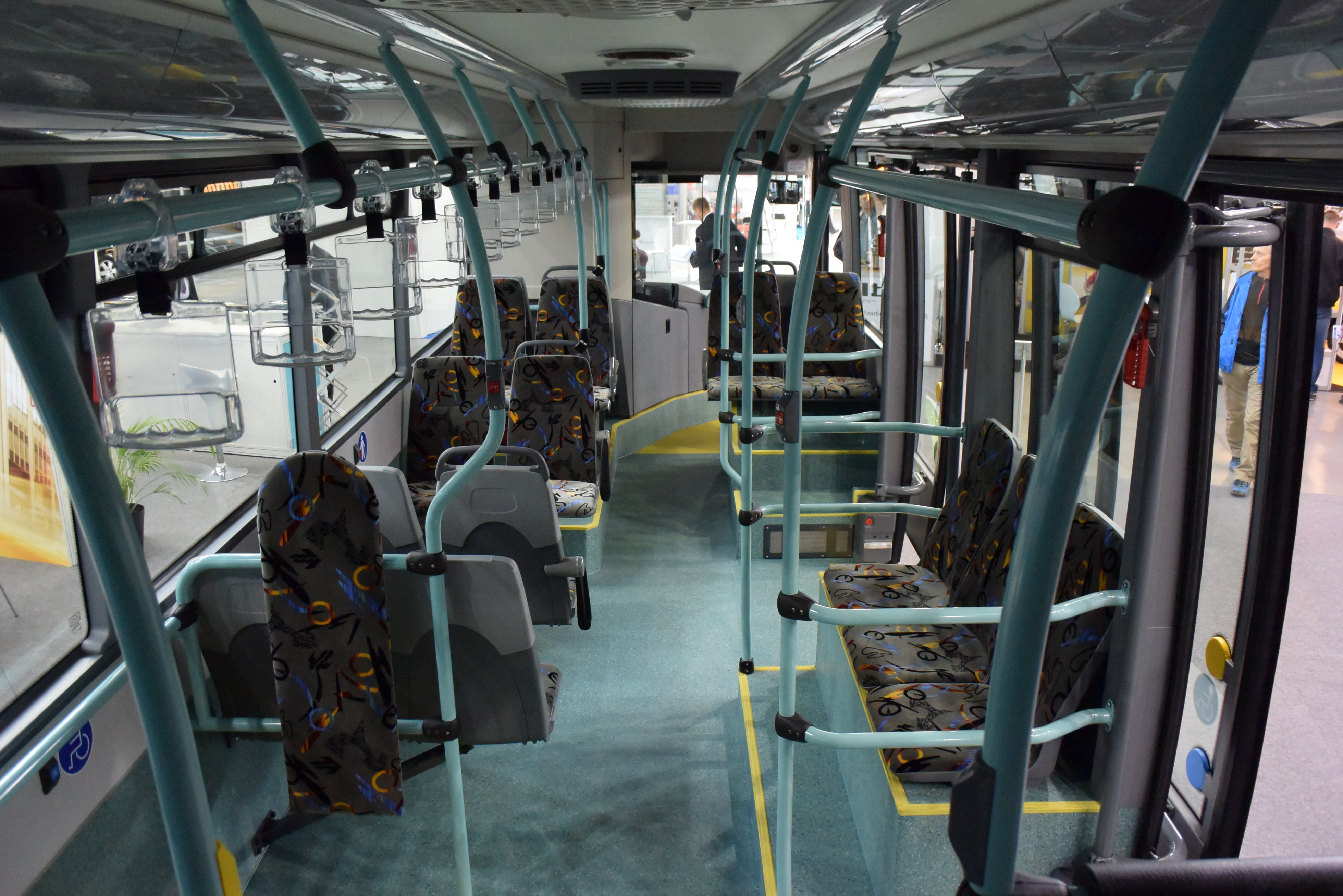
Interiér vozu, TransExpo 2014 v Kielcích
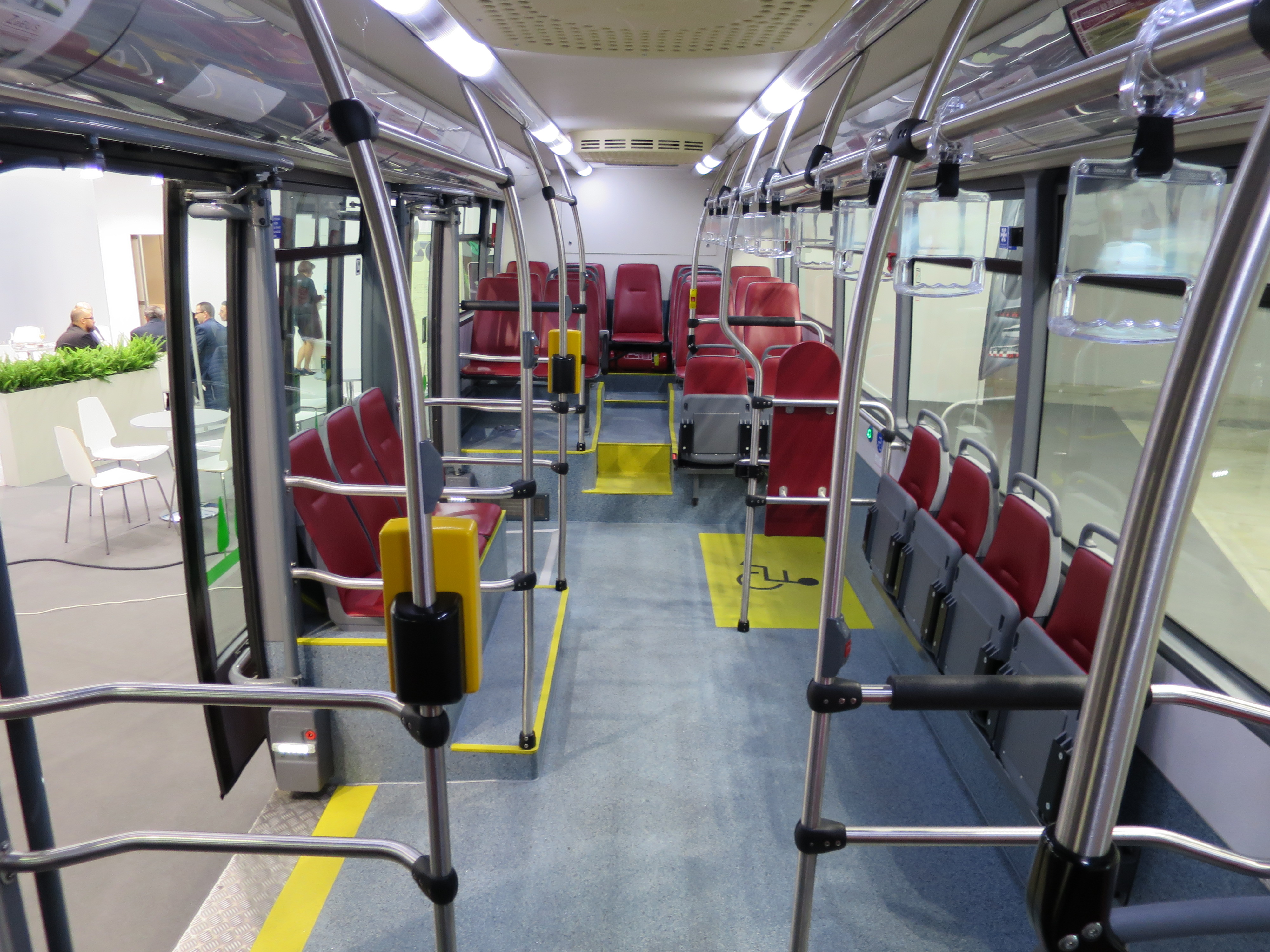
Interiér vozu s pantografem, TransExpo 2016 v Kielcích
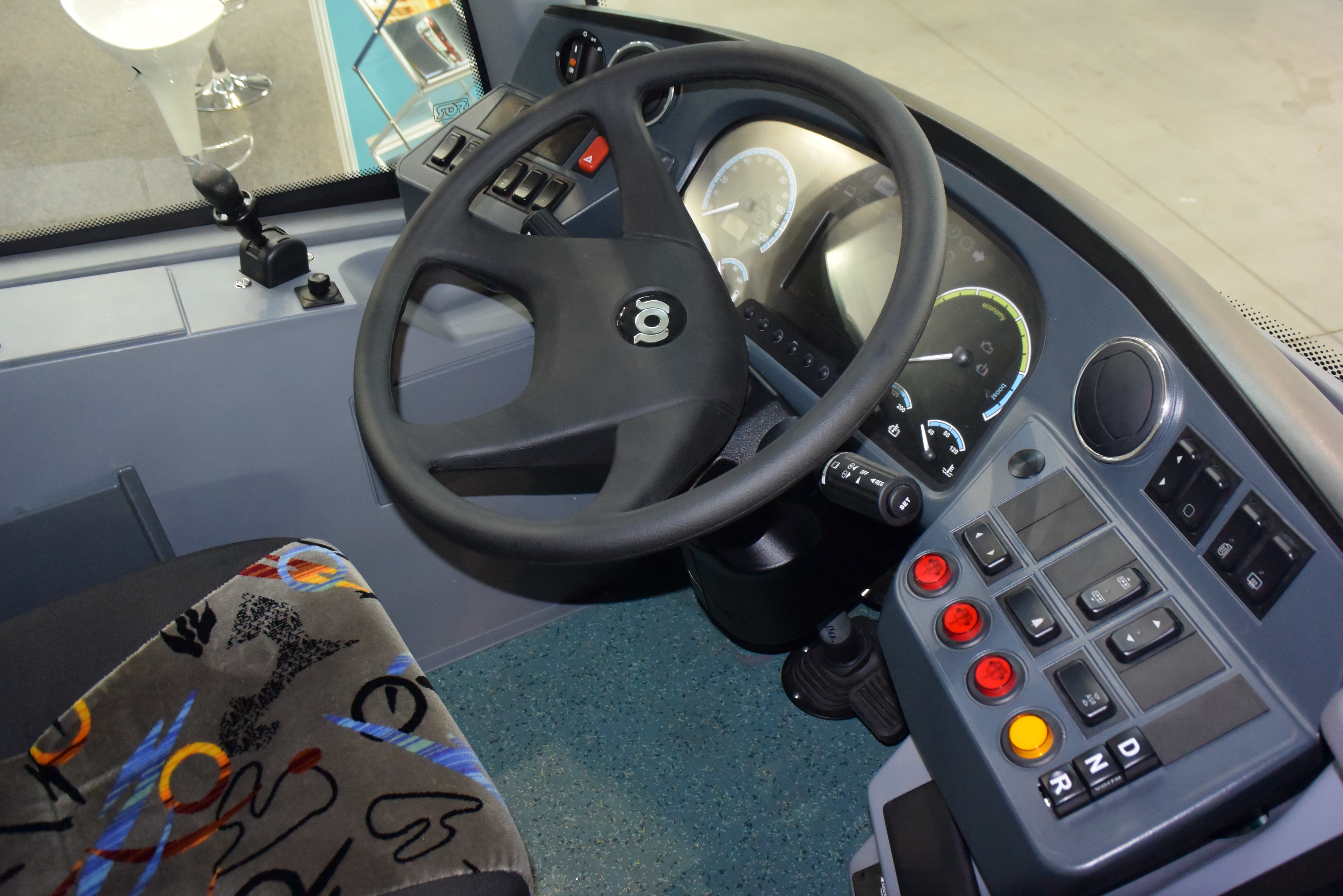
Stanoviště řidiče
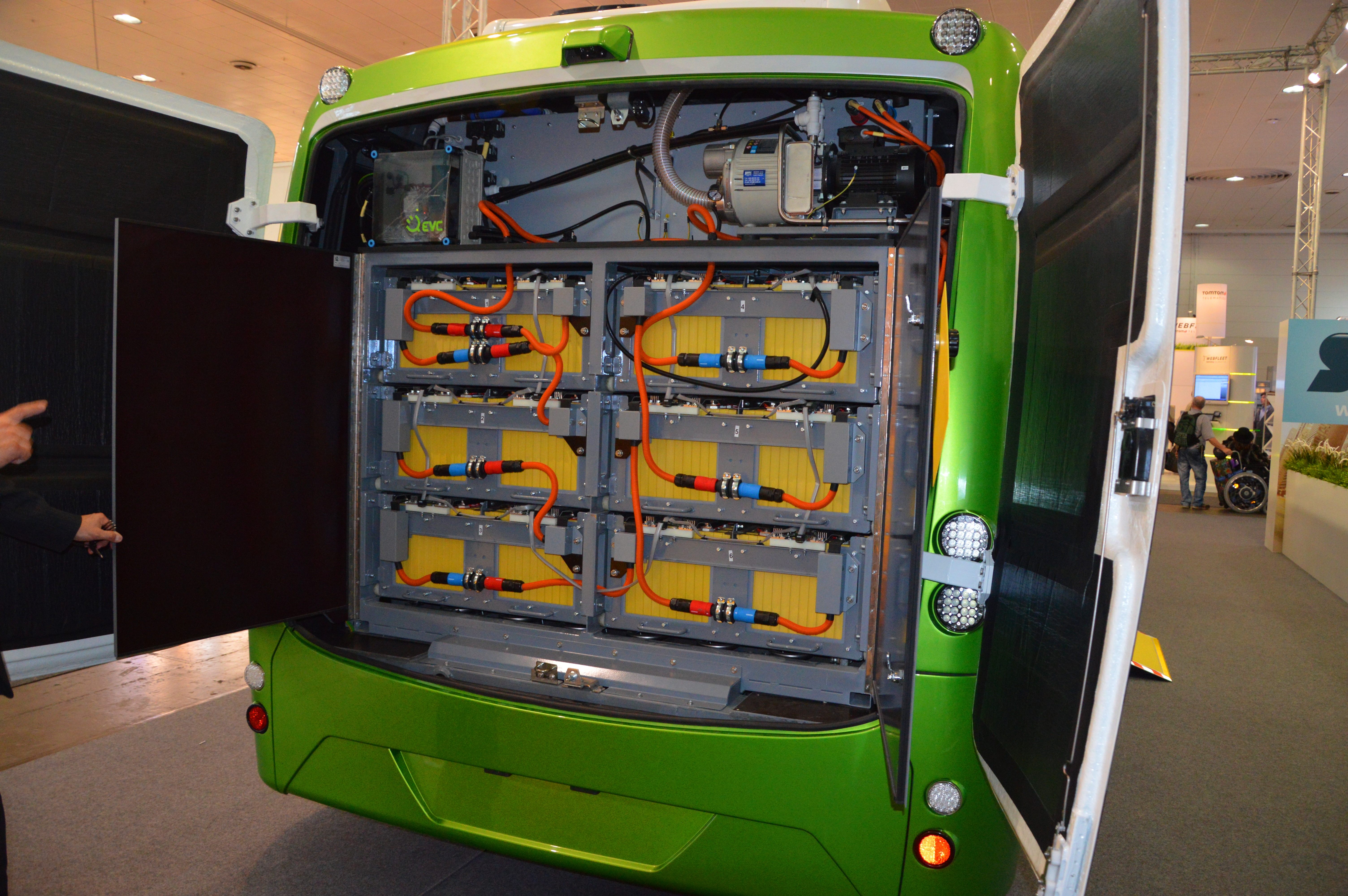
Elektrovýzbroj
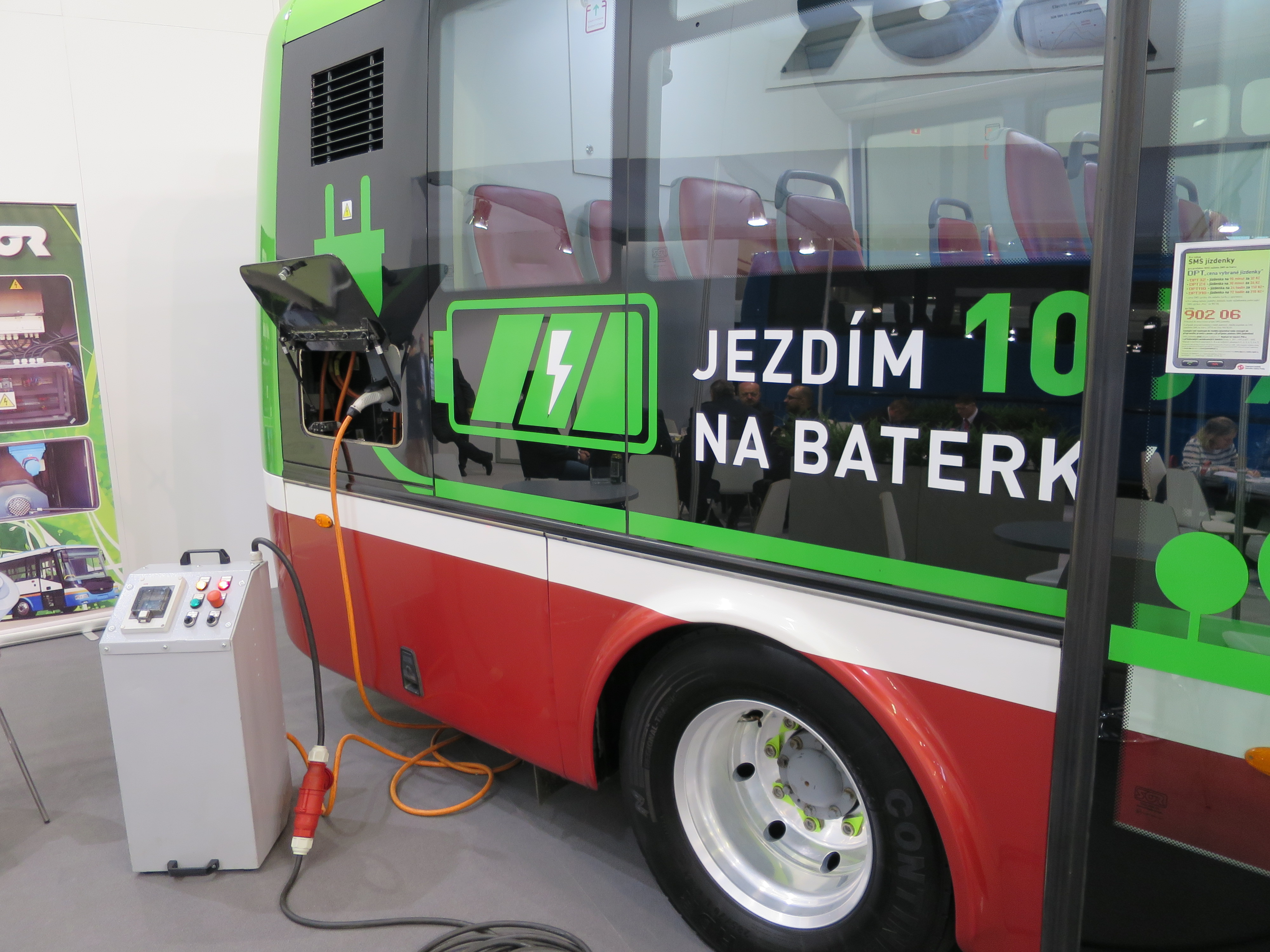
Nabíjení
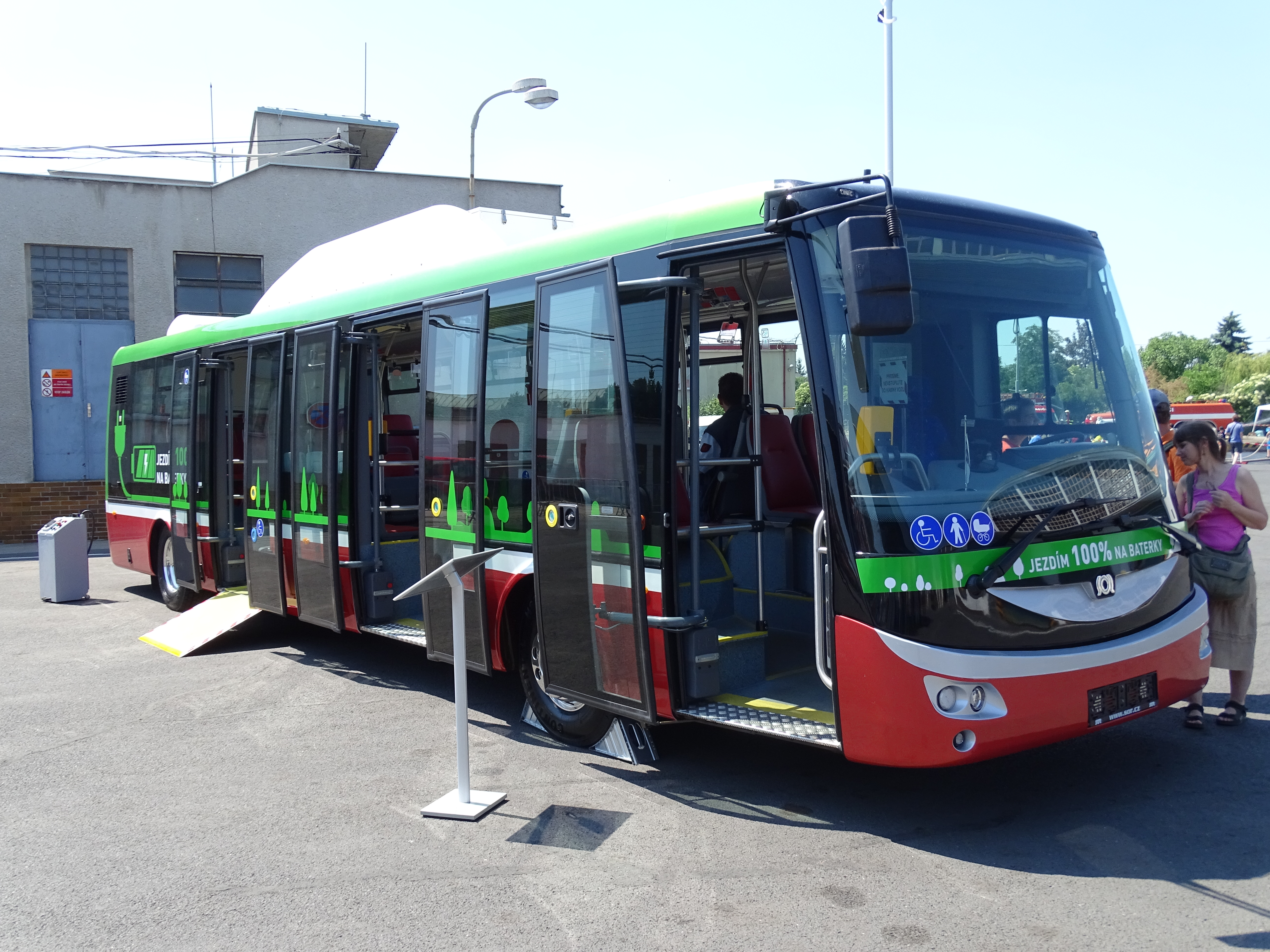
Prototyp s pantografem v Praze
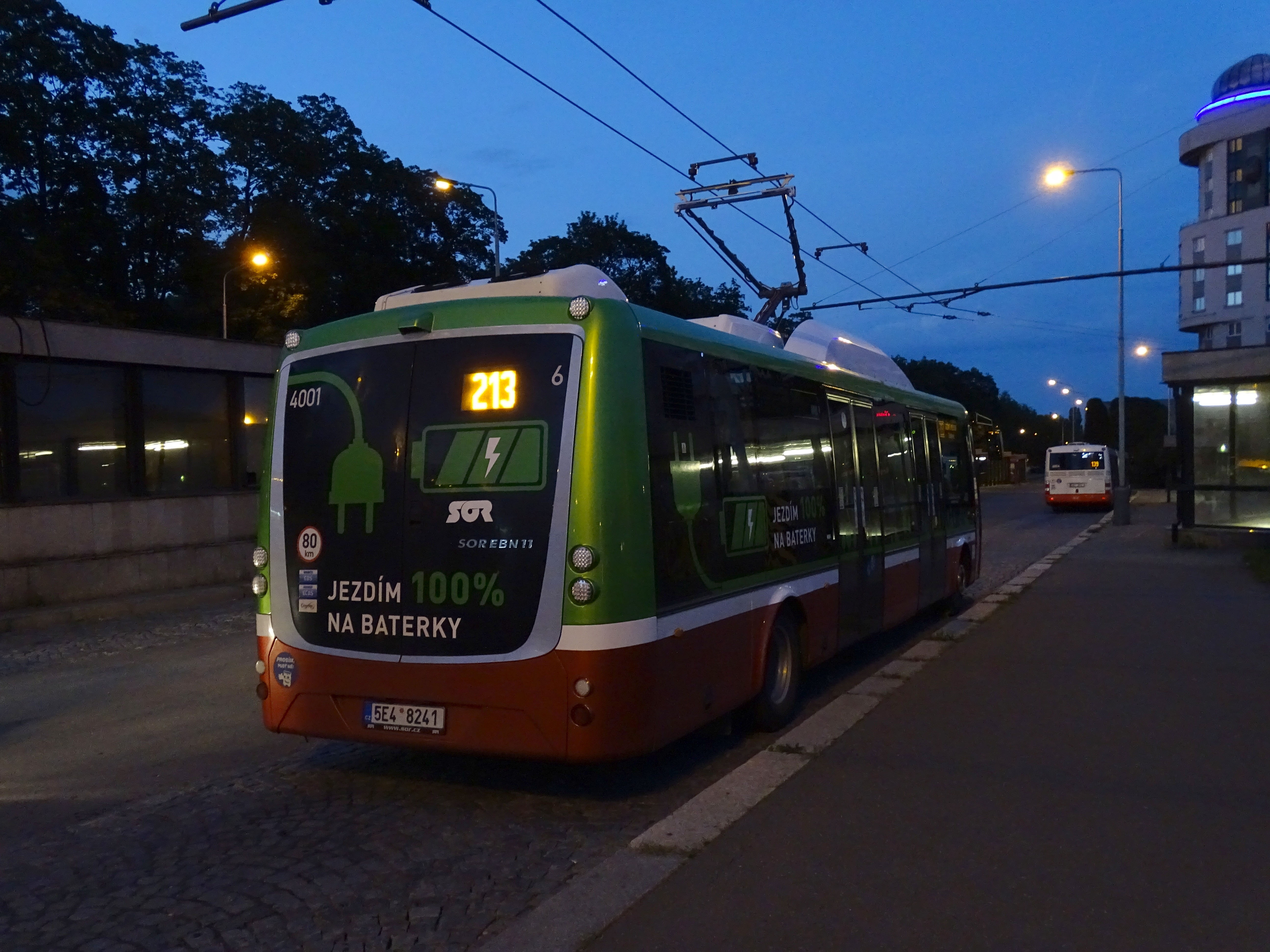
Nabíjení prototypu s pantografem v Praze
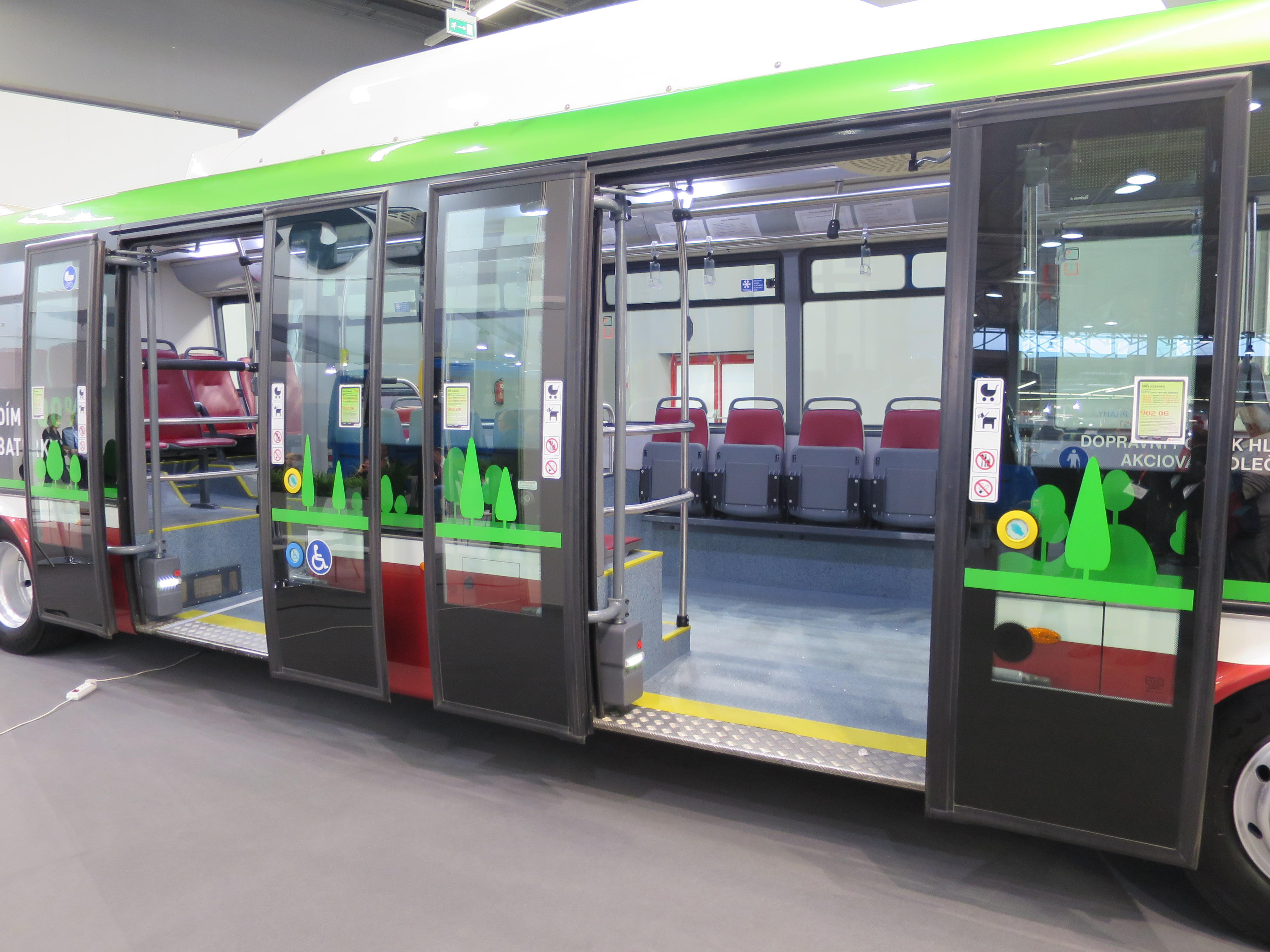
Pohled na střední a zadní dveře prototypu s pantografem, TransExpo 2016 v Kielcích
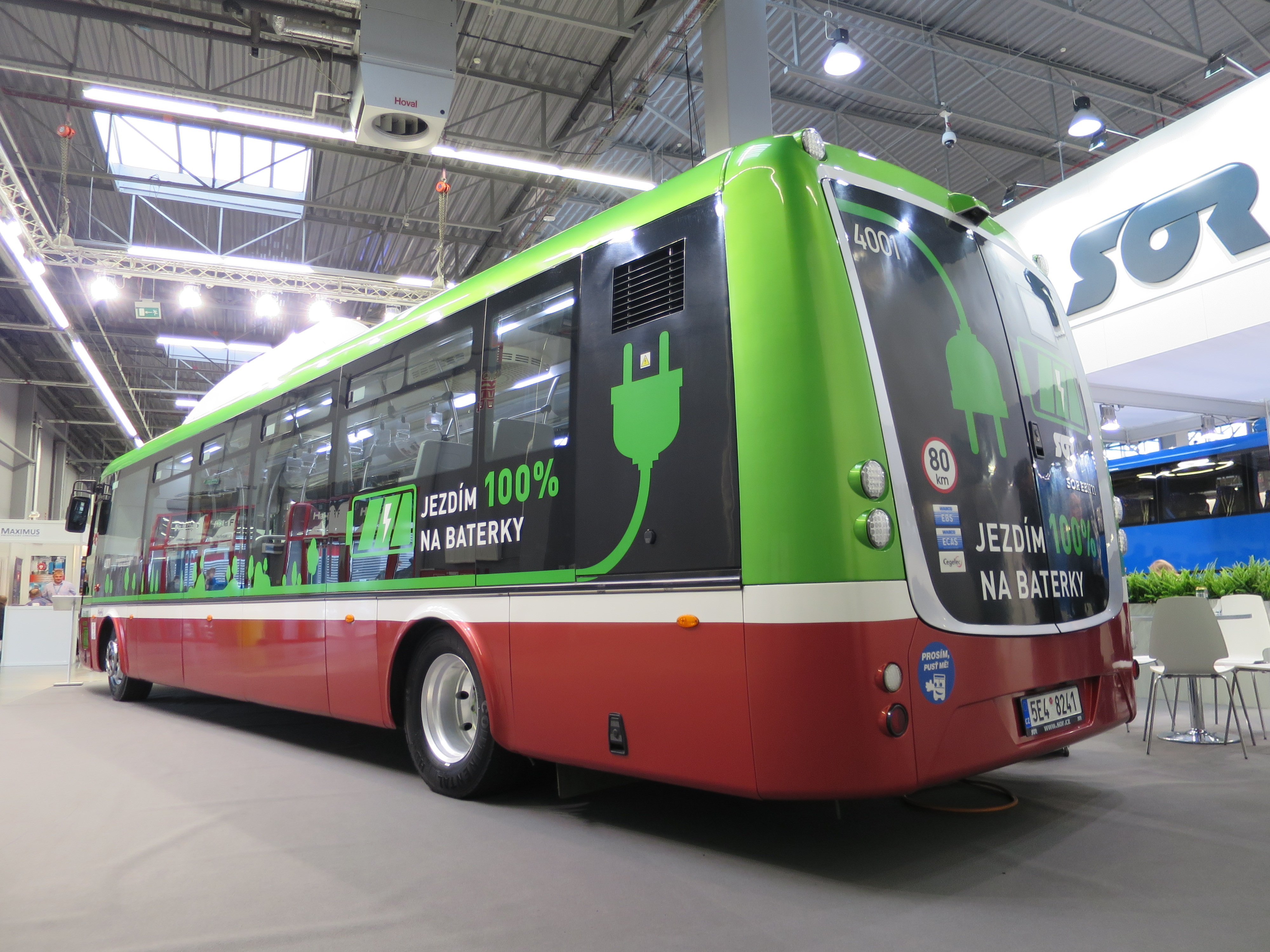
Zadní pohled na prototyp s pantografem, TransExpo 2016 v Kielcích